# Daewoo Leganza
La Daewoo Leganza est une automobile de type berline de taille intermédiaire produite par le constructeur Daewoo Motors. Elle tire son nom de la combinaison de deux mots italiens : elegante (élégance) et forza (puissance).

## Conception
La Leganza fait partie, avec la Lanos et la Nubira, d'une lignée de véhicules développés par Daewoo Motors afin de remplacer les modèles GM.
La Leganza est dessinée par le designer italien Giorgetto Giugiaro d'Italdesign, qui se serait inspiré de la Jaguar Kensington de 1990[réf. souhaitée]. La Leganza se distingue cependant de cette dernière, notamment par sa traction avant plutôt que propulsion.